# Ruelle de la Farine
La ruelle de la Farine (en alsacien : Mählgass) est une petite rue de Strasbourg située dans le quartier Bourse - Esplanade - Krutenau, qui va du no 4 de la rue des Bouchers au no 21, rue d'Or. 

## Toponymie

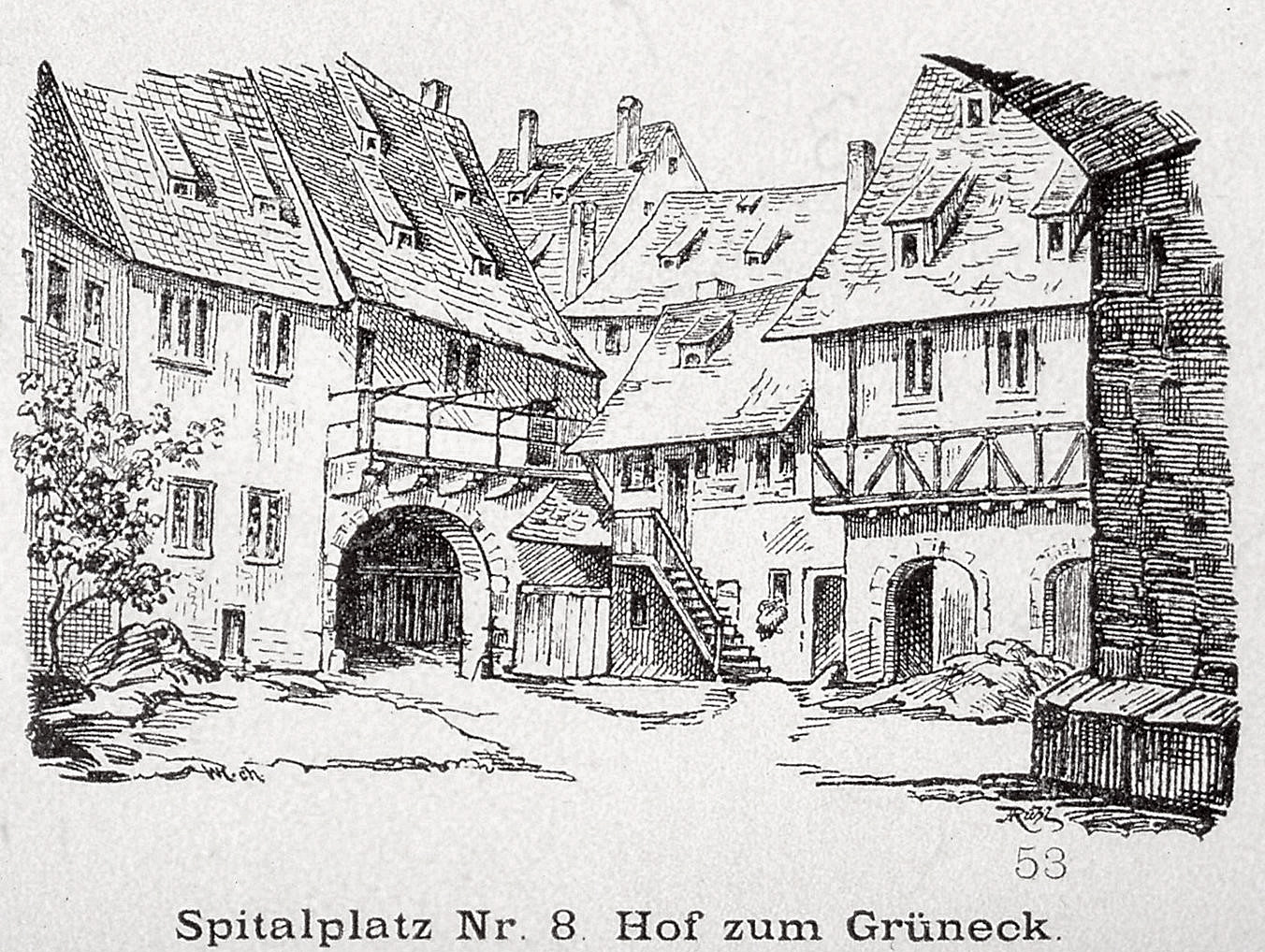
Spitalplatz Nr. 8, Hof zum Grüneck (Charles-Frédéric Oppermann, 1891).

La voie a porté successivement différents noms, en allemand ou en français : Schlupf am Grüneck (XVIe – XVIIe siècle), Mälengässel (1760), Mehlengässel (1761), Mahlgässel (1772), rue de la Farine (1856, 1918, 1945), Mehlgässchen (1872, 1940).
La ruelle tirerait son nom de Georges Mehl, qui y possédait plusieurs maisons dans la deuxième moitié du XVIIe siècle. Une autre hypothèse le rattache à une balance de farine (bei der Mehlwage, Spitalplatz), située près du grenier à grains (Zum Grieneck, attesté depuis 1454) qui se trouvait à la bifurcation du Goldgiessen (future rue d'Or) et du Metzgergiessen (future rue des Bouchers).

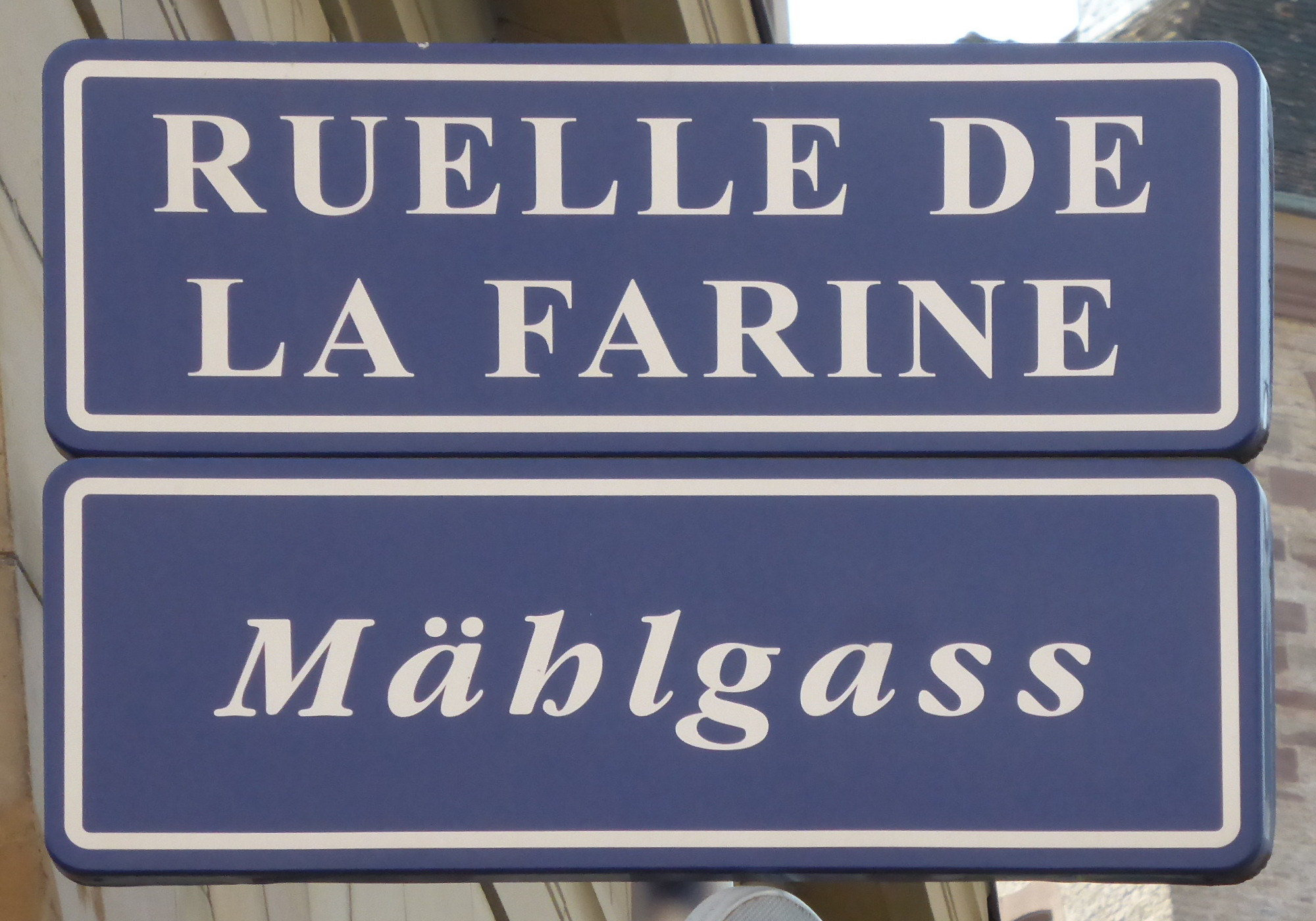
Plaque de rue bilingue, en français et en alsacien.

Des plaques de rues bilingues, à la fois en français et en alsacien, sont mises en place par la municipalité à partir de 1995. C'est le cas de la Mählgass.

## Histoire
La maison, qui se trouvait sur l'emplacement d'un garage (que l'on aperçoit sur la photo de droite ci-dessous) et d'une partie de la ruelle, a été démolie en 1906. Selon Adolphe Seyboth, le millésime 1532 était gravé sur un linteau de fenêtre de la construction d'origine. Celle-ci servait de magasin de chanvre au début du XVIIe siècle. En 1675, elle est revendue au boucher Georges Mehl qui possède déjà la maison voisine, précisément dans la rue des Bouchers.
Au moment de la construction de la nouvelle faculté de médecine entre 1862 et 1866, une partie de la ruelle est utilisée pour édifier la rotonde abritant un amphithéâtre.

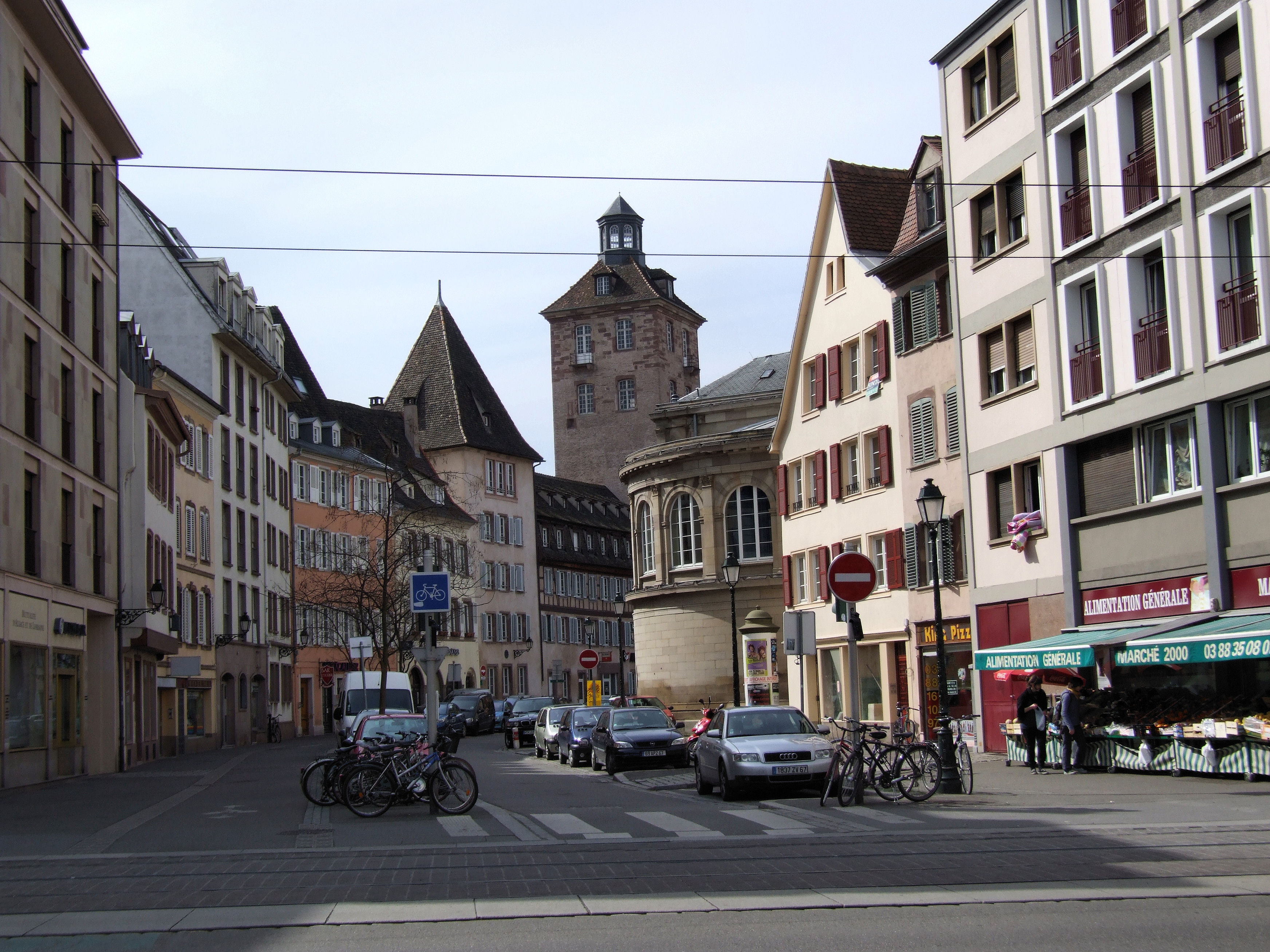
À droite, entrée de la ruelle au no 4 de la rue des Bouchers, le long de la rotonde.
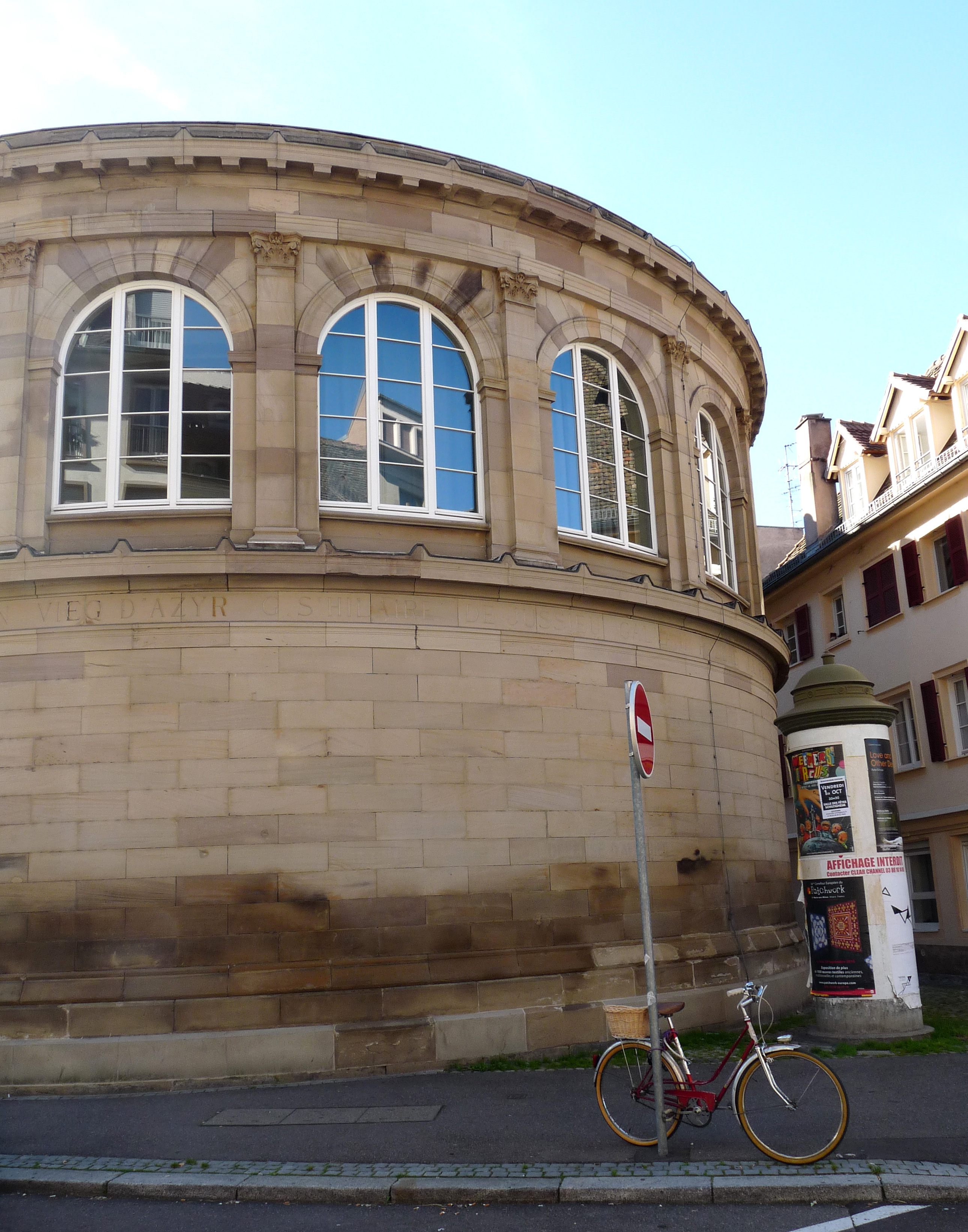
Rotonde de Conrath abritant l'ancien amphithéâtre.
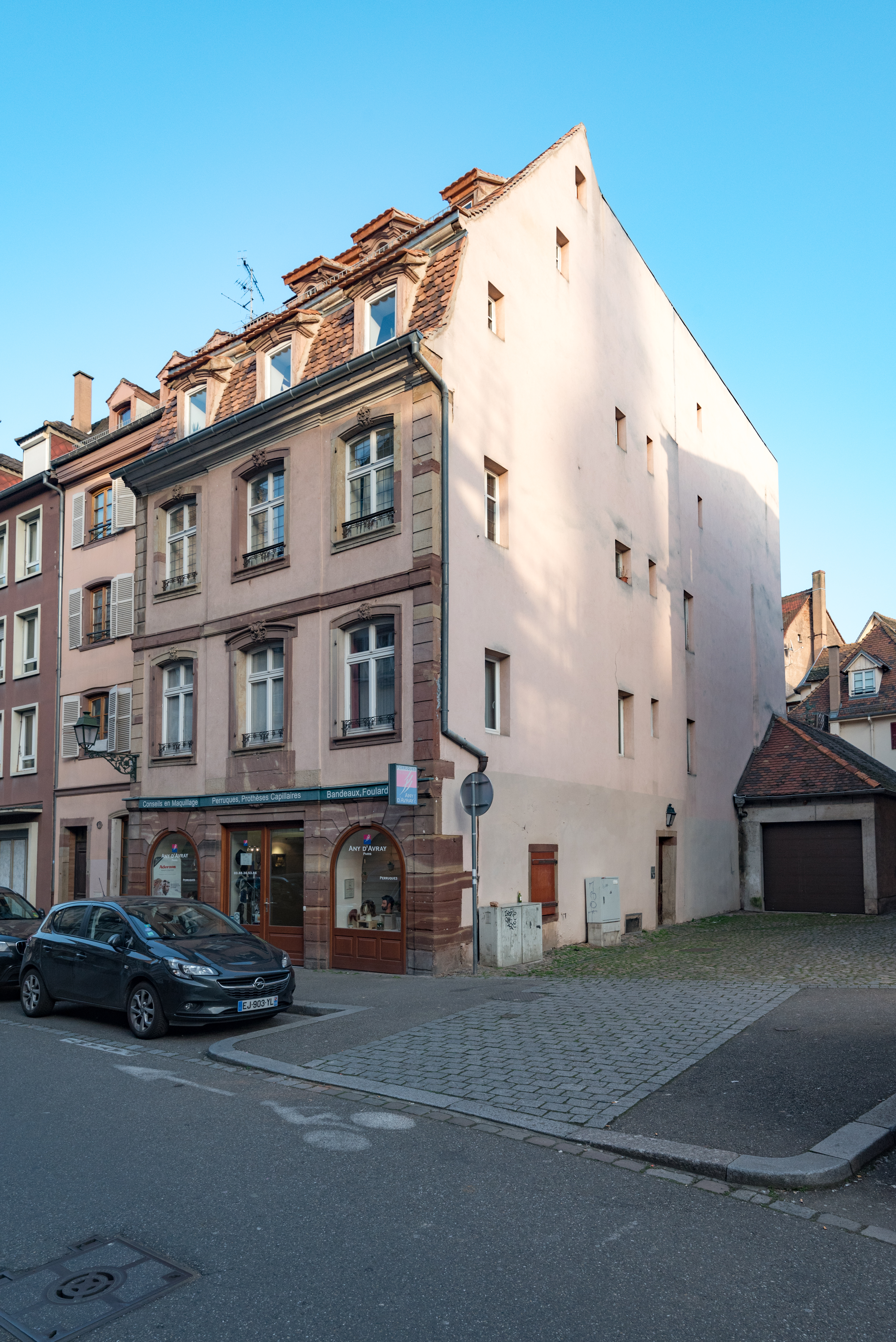
À droite, entrée de la ruelle au no 21 de la rue d'Or.